# جو إي. مارتن
جو إي. مارتن (بالإسبانية: Joe E. Martin)‏ هو مدرب ملاكمة إسباني، ولد في 1 فبراير 1916 في كولورادو في الولايات المتحدة، وتوفي في 14 سبتمبر 1996 في لويفيل في الولايات المتحدة.